# Hanna Veiler

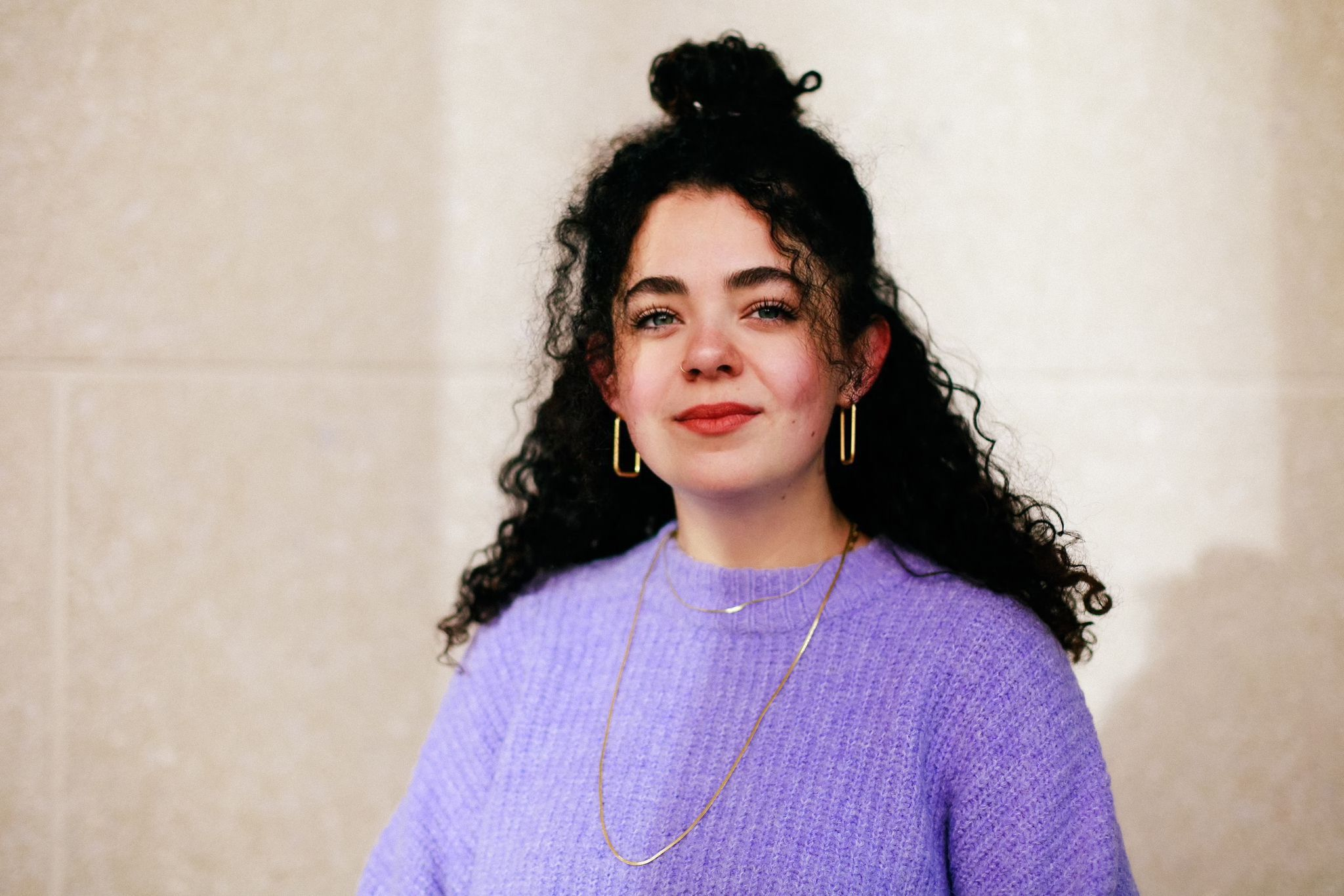
Hanna Veiler 2022

Hanna Esther Veiler (* 1998 in Wizebsk, Belarus) ist eine deutsche Aktivistin und Publizistin. Ab 2023 war sie Präsidentin der Jüdischen Studierendenunion Deutschlands (JSUD), in deren Vorstand sie sitzt.

## Leben und Wirken
Veiler wurde 1998 in eine jüdische Familie in Belarus geboren. 2005 zog die Familie nach Baden-Baden, wo Veiler aufwuchs und die Schule beendete. 2017/2018 absolvierte sie einen Freiwilligendienst in Kfar Saba, Israel, wo sie in einer Einrichtung für Behinderte arbeitete und Hebräisch lernte. 2018 begann sie ein Studium der Kunstgeschichte in Tübingen und engagierte sich in unterschiedlichen linken Hochschulgruppen. 
2019 gehörte sie zu den Gründern der Jüdischen Studierendenunion Württembergs. Seit 2018 war sie zudem in der JSUD aktiv und wurde 2021 in den Vorstand gewählt. Seit dem 14. Mai 2023 ist sie Präsidentin der JSUD. 2025 kündigte sie an, nicht erneut zu kandidieren und Deutschland aufgrund des Erstarkens der Alternative für Deutschland verlassen zu wollen.
Veiler ist Mitglied der Partei Bündnis 90/Die Grünen. Im Juni 2025 gab sie auf Instagram bekannt, dass sie aus der Grünen Jugend ausgetreten sei, nachdem deren Vorsitzende Jette Nietzard den Terrorangriff der Hamas relativiert hatte.
Als Publizistin veröffentlicht sie Artikel in der Zeit Online, der taz und der Jüdischen Allgemeinen. Außerdem gibt sie als politische Bildnerin Workshops und Vorträge zu Antisemitismus, Rassismus, postsowjetischer Geschichte und kritischer Erinnerungskultur.
Veiler lebt in Stuttgart.

## Auszeichnungen
Veiler erhielt im Jahr 2024 die Auszeichnung Preis Frauen Europas. Die Europäische Bewegung Deutschland würdigte ihr herausragendes gesellschaftliches Engagement insbesondere ihre Beiträge zur Stärkung der europäischen Integration und zur Sichtbarkeit der Stimme für jüdisches Leben in Deutschland.